# 輔增一
大熊座83，又名BD+55 1625，HD 119228、SAO 28843、HR 5154，是大熊座的一颗恒星，视星等为4.66，位于銀經108.18，銀緯61.01，其B1900.0坐标为赤經13h 36m 56.7s，赤緯+55° 61.01′ 16″。